# Röhrli
Das Röhrli oder Salzfässli war ein Schweizer Volumenmass und ein Salzmass in Winterthur. Der Name rührt von den schmalen, langen Fässern her, in denen das Salz transportiert wurde.
- 1 Röhrli = 4 Mass = 16 Viertel[2] oder = 10 alte Viertel[3]